# Palestinian Airlines
Palestinian Airlines (arabisch الخطوط الجوية الفلسطينية) war eine palästinensische Fluggesellschaft mit Sitz in Gaza und Basis auf dem Flughafen al-Arisch. Sie war Mitglied der Arab Air Carriers Organization.

## Geschichte
Palestinian Airlines wurde am 1. Januar 1995 gegründet und startete ihr Geschäft im Juni 1997 mit Charterflügen, um Pilger nach Dschidda zu bringen. Ursprünglich sollten die Flüge von Gaza aus gehen, doch wegen des Verbots durch die israelische Regierung wurde der Flugbetrieb nach Port Said im Norden Ägyptens verlegt. 
Die ersten Linienflüge wurden am 23. Juli 1997 vom Flughafen al-Arisch in Ägypten nach Jordanien und Saudi-Arabien durchgeführt. Palestinian Airlines kehrte nach Gaza zurück, als dort der Internationale Flughafen Jassir Arafat im November 1998 eröffnet wurde. Die Fluggesellschaft stellte als Folge der Unruhen im Oktober 2000 den Betrieb ein und war gezwungen, im Dezember 2001 wieder nach al-Arisch zurückzukehren und führte dort einen eingeschränkten Flugbetrieb durch. Im April 2005 stellte Palestinian Airlines den eigenen Flugbetrieb zunächst ein.
Am 9. Mai 2012 wurde der Flugbetrieb von al-Arisch in die jordanische Hauptstadt Amman wieder aufgenommen.
Am 31. Dezember 2020 wurde bekannt gegeben, dass der Flugbetrieb endgültig eingestellt wird.

## Flugziele
Palestinian Airlines führte ausschließlich Linienflüge zwischen al-Arish und Amman durch. Zudem wurden die Flugzeuge der Gesellschaft auch im Leasing angeboten.

## Flotte
Mit Stand März 2020 bestand die Flotte der Palestinian Airlines aus zwei Flugzeugen mit einem Durchschnittsalter von 31,6 Jahren:
Am 27. August 2020 gab die Fluglinie bekannt, ihre beiden Fokker verkaufen zu wollen.
| Flugzeugtyp | Luftfahrzeugkennzeichen | Anmerkungen                  | Sitzplätze |
| ----------- | ----------------------- | ---------------------------- | ---------- |
| Fokker 50   | SU-YAH                  | betrieben für Niger Airlines | 48         |
| Fokker 50   | SU-YAI                  | betrieben für Niger Airlines | 48         |